# Miroslava Vavrinec
Miroslava Vavrinec, nata Miroslava Vavrincová, detta Mirka (Bojnice, 1º aprile 1978), è un'ex tennista slovacca naturalizzata svizzera, attiva fino al 2002.

## Biografia
Miroslava Vavrinec è nata in Cecoslovacchia, ma emigrò in Svizzera quando aveva due anni. I suoi genitori possiedono attualmente una gioielleria a Sciaffusa. All'età di nove anni il padre la portò a vedere un torneo femminile di tennis a Filderstadt, in Germania. Vavrinec incontrò Martina Navrátilová, che pensò, vedendo il suo fisico atletico, che lei dovesse provare a giocare a tennis. Più tardi la Navrátilová le mandò una racchetta e le organizzò il primo allenamento.
Giocatrice destrorsa, nella sua carriera tennistica raggiunse il suo miglior ranking WTA il 10 settembre 2001, quando fu in 76ª posizione. Rappresentò la Svizzera alle Olimpiadi di Sydney; fu in questa occasione che conobbe Roger Federer. Si è ritirata nel 2002 in seguito a un grave infortunio al piede. 

## Vita privata
Sposata dall'11 aprile 2009 col tennista connazionale Roger Federer, per cui svolge anche il ruolo di manager, ha messo al mondo due coppie di gemelli (due femmine e due maschi).

## Statistiche

### Titoli (4)

#### Singolare (3)
| Nr. | Data            | Torneo                        | Superficie  | Avversaria in finale | Punteggio     |
| --- | --------------- | ----------------------------- | ----------- | -------------------- | ------------- |
| 1   | 8 marzo 1997    | ITF Women Tel Aviv            | Cemento     | Natalie Cahana       | 6–3, 7–6      |
| 2   | 22 giugno 1997  | ITF Women Klosters            | Terra rossa | Evelyn Fauth         | 4–6, 7–5, 6–2 |
| 3   | 31 gennaio 1999 | ITF Women Clearwater, Florida | Cemento     | Alina Židkova        | 6–0, 7–6      |

#### Doppio (1)
| Nr. | Data | Torneo               | Superficie | Compagna       | Avversarie in finale         | Punteggio   |
| --- | ---- | -------------------- | ---------- | -------------- | ---------------------------- | ----------- |
| 1   | 1993 | ITF Women Langenthal | Cemento    | Natalie Tschan | Anne De Gioanni Heidi Sprung | 6-4 4-6 6-1 |

### Risultati in progressione
| Sigla | Risultato               |
| ----- | ----------------------- |
| V     | Vincitore               |
| F     | Finalista               |
| SF    | Semifinalista           |
| O     | Oro olimpico            |
| A     | Argento olimpico        |
| SF    | Bronzo olimpico         |
| QF    | Quarti di Finale        |
| 4T    | Quarto turno            |
| 3T    | Terzo turno             |
| 2T    | Secondo turno           |
| 1T    | Primo turno             |
| RR    | Round Robin             |
| LQ    | Turno di qualificazione |
| A     | Assente                 |
| ND    | Non disputato           |

| Legenda superfici    |
| -------------------- |
| Cemento              |
| Terra battuta        |
| Erba                 |
| Superficie variabile |

#### Singolare nei tornei del Grande Slam
| Torneo          | 1999 | 2000 | 2001 | 2002 |
| --------------- | ---- | ---- | ---- | ---- |
| Australian Open | A    | 2T   | 2T   | A    |
| Open di Francia | 1T   | 1T   | 1T   | A    |
| Wimbledon       | A    | 1T   | 1T   | A    |
| US Open         | A    | 1T   | 3T   | A    |

#### Doppio nei tornei del Grande Slam
Nessuna partecipazione

#### Doppio misto nei tornei del Grande Slam
Nessuna partecipazione